# Liste der brasilianischen Botschafter in Honduras
Die brasilianische Botschaft befindet sich in der Avenida República de Brasil 2301, in der Colonia Palmira in Tegucigalpa.
In der Folge des Putsch in Honduras 2009, hielten sich von 21. September 2009 bis 20. Januar 2010 Iris Xiomara Castro de Zelaya und Manuel Zelaya in der Botschaft auf, wogegen die Streitkräfte Honduras Reizstoff und Long Range Acoustic Device einsetzten.
| Ernannt       | Name                                    | Bemerkungen | ernannt während der Regierung von    | akkreditiert während der Regierung von | Posten verlassen |
| ------------- | --------------------------------------- | --- | ------------------------------------ | -------------------------------------- | ---------------- |
| 24. Aug. 1951 | Pedro Alcântara Nabuco de Abreu Filho   | | Getúlio Vargas                       | Juan Manuel Gálvez                     | 8. Juni 1954     |
| 1954          | Arésio Barroso Lintz                    | Geschäftsträger                                                                                                  | João Café Filho                      | Julio Lozano Diaz                      |                  |
| 25. Juli 1954 | Jorge Olinto de Oliveira                | | João Café Filho                      | Julio Lozano Diaz                      | 3. Juli 1956     |
| 25. Juli 1956 | Bolívar de Freitas                      | | Juscelino Kubitschek                 | Julio Lozano Díaz                      | 23. Aug. 1958    |
| 1958          | Arésio Barroso Lintz                    | Geschäftsträger                                                                                                  | Juscelino Kubitschek                 | José Ramón Villeda Morales             | 1959             |
| 1959          | Victor Augusto Nunes Vasseur            | Geschäftsträger                                                                                                  | Juscelino Kubitschek                 | José Ramón Villeda Morales             |                  |
| 16. Juni 1960 | Victor Augusto Nunes Vasseur            | | Juscelino Kubitschek                 | José Ramón Villeda Morales             | 1. Nov. 1961     |
| 1961          | Mário David Meneghetti                  | Geschäftsträger (* 17. Juli 1905 in Porto Alegre; † 1969 eben da)                                                | Jânio Quadros                        | José Ramón Villeda Morales             | 1962             |
| 10. Sep. 1962 | Lutero Vargas                           | | João Goulart                         | José Ramón Villeda Morales             | 16. Apr. 1964    |
| 1964          | Mário Andrade Correia                   | Geschäftsträger                                                                                                  | João Goulart                         | Oswaldo López Arellano                 | 1965             |
| 12. Sep. 1965 | Paulo Augusto Cotrim Rodrigues Pereira  | Geschäftsträger                                                                                                  | Humberto Castelo Branco              | Oswaldo López Arellano                 | 31. Dez. 1966    |
| 12. Sep. 1965 | Manuel Teffé                            | | Humberto Castelo Branco              | Oswaldo López Arellano                 | 31. Dez. 1966    |
| 1967          | Paulo Augusto Cotrim Rodrigues Pereira  | Geschäftsträger                                                                                                  | Artur da Costa e Silva               | Oswaldo López Arellano                 |                  |
| 1967          | Ayrton Gonzalez Gil Dieguez             | Geschäftsträger                                                                                                  | Artur da Costa e Silva               | Oswaldo López Arellano                 |                  |
| 1967          | Jayro Coelho                            | Geschäftsträger                                                                                                  | Artur da Costa e Silva               | Oswaldo López Arellano                 |                  |
| 4. Dez. 1967  | André Teixeira de Mesquita              | | Artur da Costa e Silva               | Oswaldo López Arellano                 | 14. Dez. 1969    |
| 1969          | Jayro Coelho                            | Geschäftsträger                                                                                                  | Emílio Garrastazu Médici             | Oswaldo López Arellano                 | 1970             |
| 4. Jan. 1971  | Fernando Ronald de Carvalho             | | Emílio Garrastazu Médici             | Ramón Ernesto Cruz                     | 30. Sep. 1974    |
| 22. Nov. 1974 | Fernando César de Bittencourt Berenguer | (* 24. August 1917 in Rio de Janeiro) 1966: Geschäftsträger in Kairo, 25. Sep. 1971–1974: Botschafter in Abidgan | Ernesto Geisel                       | Oswaldo López Arellano                 | 31. Dez. 1974    |
| 1. Okt. 1974  | Victor Manzolillo de Moraes             | Geschäftsträger                                                                                                  | Ernesto Geisel                       | Oswaldo López Arellano                 | 21. Nov. 1974    |
| 1. Jan. 1975  | Fernando César de Bittencourt Berenguer | | Ernesto Geisel                       | Juan Alberto Melgar Castro             | 8. Aug. 1975     |
| 9. Aug. 1975  | Victor Manzolillo de Moraes             | Geschäftsträger                                                                                                  | Ernesto Geisel                       | Juan Alberto Melgar Castro             | 15. Aug. 1975    |
| 16. Aug. 1975 | Fernando César de Bittencourt Berenguer | | Ernesto Geisel                       | Juan Alberto Melgar Castro             | 31. Okt. 1975    |
| 1. Nov. 1975  | Eduardo Hermanny                        | Geschäftsträger                                                                                                  | Ernesto Geisel                       | Juan Alberto Melgar Castro             | 6. Jan. 1976     |
| 7. Jan. 1976  | Fernando César de Bittencourt Berenguer | | Ernesto Geisel                       | Juan Alberto Melgar Castro             | 30. Juli 1976    |
| 2. Juli 1976  | José Maria de Carvalho Coelho           | Geschäftsträger                                                                                                  | Ernesto Geisel                       | Juan Alberto Melgar Castro             | 3. Juli 1976     |
| 4. Juli 1976  | Fernando César de Bittencourt Berenguer | | Ernesto Geisel                       | Juan Alberto Melgar Castro             | 31. Okt. 1976    |
| 1. Nov. 1976  | José Maria de Carvalho Coelho           | Geschäftsträger                                                                                                  | Ernesto Geisel                       | Juan Alberto Melgar Castro             | 14. März 1977    |
| 15. März 1977 | Fernando César de Bittencourt Berenguer | | Ernesto Geisel                       | Juan Alberto Melgar Castro             | 29. Juni 1977    |
| 30. Juni 1977 | Fernando César de Bittencourt Berenguer | | Ernesto Geisel                       | Juan Alberto Melgar Castro             | 22. Aug. 1977    |
| 23. Aug. 1977 | José Maria de Carvalho Coelho           | Geschäftsträger                                                                                                  | Ernesto Geisel                       | Juan Alberto Melgar Castro             | 30. Nov. 1977    |
| 1. Dez. 1977  | Paulo Tarrisse da Fontoura              | Geschäftsträger                                                                                                  | Ernesto Geisel                       | Juan Alberto Melgar Castro             | 31. Dez. 1977    |
| 11. Dez. 1977 | Octávio Luiz de Berenguer Cesar         | | Ernesto Geisel                       | Juan Alberto Melgar Castro             | 10. Dez. 1977    |
| 28. März 1978 | Octávio Luiz de Berenguer Cesar         | | Ernesto Geisel                       | Policarpio Juan Paz Garcia             |                  |
| 1981          | João Cabral de Melo Neto                | | João Baptista de Oliveira Figueiredo | Policarpio Juan Paz Garcia             | 1984             |
| 1989          | Mauro Mendes de Azeredo                 | | José Sarney                          | José Simon Azcona Hoyo                 | 13. Dez. 1991    |
| 13. Dez. 1991 | Carlos Henrique Paulino Prates          | | Fernando Collor de Mello             | Rafael Leonardo Calleja Romero         |                  |
| 17. Dez. 1993 | Tarcisio Marciano da Rocha              | | Itamar Franco                        | Rafael Leonardo Calleja Romero         |                  |
| 31. Aug. 1995 | Rubem Amaral Junior                     | | Fernando Henrique Cardoso            | Carlos Roberto Reina                   |                  |
| 19. Juni 2002 | Sérgio Luiz Pereira Bezerra Cavalcanti  | | Fernando Henrique Cardoso            | Ricardo Maduro                         |                  |
| 21. Dez. 2004 | José Roberto de Almeida Pinto           | | Luiz Inácio Lula da Silva            | Ricardo Maduro                         | 2007             |
| 16. Okt. 2007 | Brian Michael Fraser Neele              | | Luiz Inácio Lula da Silva            | Manuel Zelaya                          | Mai 2009         |
| 17. Juni 2009 | Mário da Graça Roiter                   | | Luiz Inácio Lula da Silva            | Roberto Micheletti                     |                  |
| 24. Aug. 2011 | Zenik Krawctschuk                       | | Dilma Rousseff                       | Porfirio Lobo Sosa                     |                  |